# Caity Gyorgy
Caity Gyorgy, (Calgary, Alberta, 1998. május 25. –) magyar származású kanadai dzsesszénekesnő. Kétszeres Juno-díjas.

## Pályafutása
Családja az 1930-as években hagyta el Magyarországot. Caity Gyorgy az iskolában lelkesedett az ír néptáncokért. Tíz évesen kapta meg első énekleckéket, amelyeken többek között a New Wave-et és a Motownot tanulta. A Humber College zenei tagozatára járt. 2022-ben a McGill University-n szerezte meg a mesterfokozatot Christine Jensennél.
2021-ben Caity Gyorgy kiadta debütáló albumát, a No Bounds-t, amit további felvételek követtek. Zenéjét a Toronto Jazz Festivalon és a Montreal International Jazz Festivalon mutatta be.
Turnézott többek között az Amerikai Egyesült Államokban, Mexikóban és Japánban. Olyan művészekkel lépett fel, mint például Allison Au, Jocelyn Gould, Pat LaBarbera és Luciano Biondini. 2022-ben megkapta a Juno-díjat „Az év vokális jazzalbuma” kategóriában a „Now Proncreasing: Caity György” című EP-jéért, 2023-ban pedig a „Featuring” című albumáért.
Főleg a Great American Songbook stílusában komponál dalokat. A „Hello! How Are You?” című 2024. augusztus 9-én kiadott albumát Caity a megszokott zongoratriójával adja elő.
Caity Gyorgy, kanadai dzsesszénekesnő amellett, hogy meleg hangja és lendületes frázisai vannak, képzett dalszerző, akinek az éneke úgy szól, mintha az 1950-es évekből való volna, csak modernebb szövegekkel.

## Albumok
- No Bounds (2021)
- Featuring (2022)
- You're Alike, You Two (2023)
- Hello ! How are you? (2024)

## EP-k
- Caity Gyorgy Quartet (2019)
- Now Pronouncing: Caity Gyorgy (2021)

### Együttműködések
- Dogs of Orion és Benjamin Sigerson, Honoka Shoji, and Raphael Agustin (2022)
- A Day Too Late és Marshal Herridge (saját kiadás, 2022)
- Strange Harbors és Matt Block and Morton Block (2022)
- Autumn és Philip Labes (saját kiadás, 2022)
- Pennies From Heaven és Laila Biali (saját kiadás, 2023)
- Your Requests és Laila Biali (saját kiadás, 2023)
- The Fourth Tuning és Scott Bradlee's Postmodern Jukebox (2023)
- East of the Sun és Anthony D'Alessandro and Benny Benack III (saját kiadás, 2024)
- Close to You és Tomás Jonsson (2024)
- I Feel Pretty és Olivia Van Goor (saját kiadás, 2024)
- Searchin' és Anthony D'Alessandro and Benny Benack III (saját kiadás, 2024)
- Living Room Petit és Martina DaSilva (2024)

## Díjak
- 2021: John Lennon Dalszerző Verseny dzsessz kategóriájának fődíja
- Kétszeres Juno-díjas (2022, 2023)